# Русин Михайло Васильович
Русин Михайло Васильович, 155-й міський голова Мукачева, голова виконкому Мукачівської міської ради після приєднання Закарпатської України до Радянської України. Займав посаду з 1949 по 1954 рр.